# Flabellariopsis acuminata
Flabellariopsis acuminata là một loài thực vật có hoa trong họ Malpighiaceae. Loài này được (Engl.) R.Wilczek mô tả khoa học đầu tiên năm 1955.